# Gwyneth Paltrow
Gwyneth Kate Paltrow (Los Angeles, 27 settembre 1972) è un'attrice, imprenditrice e cantante statunitense.
Nel 1999 si è aggiudicata un Premio Oscar e un Golden Globe come migliore attrice per il film Shakespeare in Love.

## Biografia
Nata a Los Angeles, California, figlia del regista Bruce Paltrow e dell'attrice Blythe Danner, suo padre era di origini aschenazite e giudeo-russe, mentre la madre è una quacchera della comunità della Pennsylvania con lontane ascendenze inglesi, irlandesi e barbadiane. Il suo bis-bisnonno, il cui cognome era Paltrowicz, è stato un rabbino di Nowogród, in Polonia. Ha un fratello minore, Jake Paltrow, di professione regista. È cugina dell'attrice Katherine Moennig ed è cugina di secondo grado della politica Gabrielle Giffords. Ha professato la religione ebraica paterna, celebrando però anche le feste cristiane.
È cresciuta a Santa Monica, dove ha frequentato la Crossroads School, prima di trasferirsi e di iscriversi alla Spence School, una scuola privata femminile di New York. In seguito ha studiato storia dell'arte all'Università della California, Santa Barbara, ma solo per un breve periodo. All'età di 15 anni ha trascorso 7 settimane come studentessa di scambio a Talavera de la Reina (Spagna), dove ha imparato a parlare lo spagnolo. Paltrow ha stretto un forte legame con la famiglia che la ospitò, tanto da invitare i suoi "genitori spagnoli" alla consegna del suo primo Oscar.
Nel 2013 la rivista People l'ha eletta donna più bella dell'anno.

### Cinema e televisione

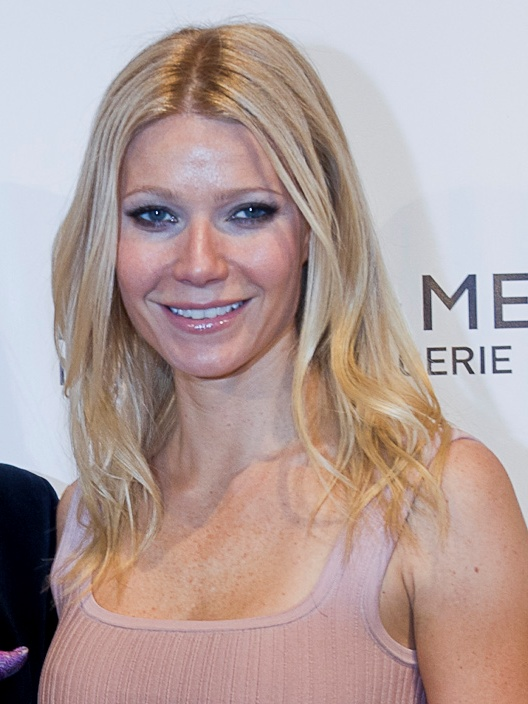
Gwyneth Paltrow nel 2011

Esordisce sullo schermo a soli diciannove anni in Shout del 1991, dove recitava al fianco di John Travolta, a cui seguono altri film in cui l'attrice ha però ruoli secondari. Nel 1991 recita la parte della giovane Wendy Darling nel film Hook - Capitan Uncino, diretto da Steven Spielberg. Nel 1995 ottiene un ruolo di supporto nel thriller di David Fincher Seven, con Brad Pitt e Morgan Freeman, per la cui interpretazione ottiene una candidatura al Satellite Award. Ottiene il successo con il suo primo ruolo da protagonista nel film Emma, adattamento cinematografico dell'omonimo romanzo di Jane Austen.
Il 1998 è un anno importante per la sua carriera, che la vede impegnata in varie pellicole di successo. Interpreta la sfortunata ragazza dal doppio destino in Sliding Doors di Peter Howitt, recita al fianco di Ethan Hawke, Robert De Niro e Anne Bancroft in Paradiso perduto, basato su Grandi speranze di Charles Dickens, inoltre recita nel remake Delitto perfetto, interpretando il ruolo che fu di Grace Kelly ne Il delitto perfetto di Alfred Hitchcock. Sempre nel 1998 recita nel film in costume Shakespeare in Love di John Madden, per cui si guadagna un premio Oscar e un Golden Globe, che la consacrano come grande attrice. In occasione della premiazione, l'attrice indossò un vestito rosa di Ralph Lauren, considerato una delle icone della moda nella storia del red carpet degli Oscar.
Nel 1999 viene diretta da Anthony Minghella ne Il talento di Mr. Ripley, con Jude Law e Matt Damon. Nel 2000 viene diretta dal padre nel film Duets, dove mostra anche le sue qualità canore, duettando con Babyface in Just My Imagination (Running Away With Me) e con Huey Lewis nel brano Cruisin' ed esibendosi in una cover di un brano di Jackie DeShannon, Bette Davis Eyes, portata al successo ad inizio degli anni ottanta da Kim Carnes.
Dopo l'aggiudicazione dell'Oscar per Shakespeare in Love, il successo di Paltrow è andato a diminuire, a causa di scelte sbagliate dettate dalla pressione e dalle aspettative dei media, consolidando una certa credenza che la vittoria della statuetta sia una maledizione. Ciò nonostante negli anni seguenti l'attrice si alterna tra il genere drammatico, partecipando a pellicole come Proof - La prova o Sylvia, e quello più brillante di commedie come I Tenenbaum, Amore a prima svista o Una hostess tra le nuvole. Per Proof - La prova, basato sull'omonima piéce teatrale di David Auburn, Paltrow ottiene la sua seconda candidatura al Golden Globe.
Nel 2004 appare nel film di fantascienza Sky Captain and the World of Tomorrow e nello stesso anno è stata riconosciuta come una "donna eccezionale" nel campo dell'intrattenimento dal Women in Film Los Angeles con il Crystal Award. Nel 2006 recita nei film Infamous - Una pessima reputazione e Correndo con le forbici in mano. Nel 2008 interpreta Pepper Potts, fidanzata di Tony Stark/Iron Man, in Iron Man, ruolo che riprende anche nei successivi Iron Man 2 (2010), The Avengers (2012), Iron Man 3 (2013), Spider-Man: Homecoming (2017), Avengers: Infinity War (2018) e Avengers: Endgame (2019).
Nel 2010 recita nel film musicale Country Strong, per cui ha contribuito alla colonna sonora registrando il brano Country Strong, distribuito come singolo nelle radio statunitensi a partire dall'agosto 2010. Durante l'83ª edizione degli Academy Awards, Paltrow si è esibita con un altro brano della colonna sonora, Coming Home, candidato nella categoria per la migliore canzone originale.
Nel 2011 prende parte al film di Steven Soderbergh Contagion, insieme a Matt Damon, Kate Winslet e Jude Law.

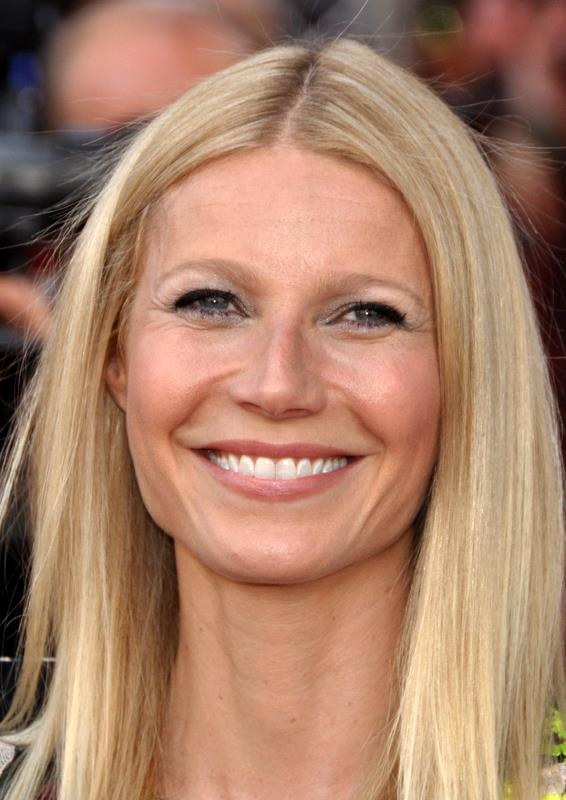
Gwyneth Paltrow a Parigi per la prima di Iron Man 3 (2013)

### Musica
Tra il 2010 e il 2011 partecipa come guest star ad alcuni episodi della serie televisiva della Fox Glee, interpretando la supplente Holly Holliday (ruolo che la porta alla vittoria del premio Emmy). Durante la sua permanenza nella serie si è esibita in diversi brani, come Forget You di Cee Lo Green, Kiss di Prince, un mash-up tra Singin' in the Rain e Umbrella di Rihanna, una versione acustica di Landslide dei Fleetwood Mac, Turning Tables di Adele, Do you wanna touch me di Joan Jett. Nel maggio del 2011 viene pubblicato l'album d'esordio dell'attore Matthew Morrison, con cui Paltrow duetta in una cover del classico Somewhere Over the Rainbow. Nel 2010 ha partecipato alla colonna sonora del film Country Strong, cantando come artista principale.

### Attività imprenditoriale e controversie
Nel settembre 2008 Paltrow lanciò la newsletter settimanale Goop, incoraggiando i lettori a "nutrirsi degli aspetti interiori". Il successo della newsletter la portò a fondare la società di e-commerce Goop.com, curandosi di wellness, con l'occasionale apertura di negozi a tempo in collaborazione con altre marche di moda.
Antivaccinista e negazionista della correlazione tra HIV e AIDS, si è specializzata nella vendita di prodotti e rimedi propri della medicina alternativa, promuovendo terapie e pratiche pseudoscientifiche, alcune delle quali ritenute pericolose dalla comunità medico-scientifica, tra cui il "vaginal steaming", il "vaginal weightlifting" tramite delle "uova vaginali" in vendita su Goop.com, per le quali la Food and Drug Administration ha avviato un'indagine e ha comminato una sanzione di 145.000 dollari.
Altri prodotti oggetto di controversie sono un "repellente per vampiri psichici", le "body vibes", etichette adesive che dovrebbero "riequilibrare l'energia e la frequenza nel nostro corpo", che la Paltrow sostiene siano realizzate da un materiale sviluppato dalla NASA, i clisteri al caffè e le candele profumate all'odore di vagina.

## Vita privata
Dal 1994 al 1996 è stata fidanzata con Brad Pitt. Dal 1997 al 2000 è stata legata sentimentalmente a Ben Affleck. Il 5 dicembre 2003 ha sposato Chris Martin, frontman dei Coldplay, da cui ha avuto due figli: Apple Blythe Alison Martin, nata il 14 maggio 2004 a Londra, e Moses Bruce Anthony Martin, nato l'8 aprile 2006 a New York. La coppia ha annunciato la separazione a marzo 2014 e ha divorziato ufficialmente il 20 aprile 2015, divorzio perfezionato a luglio 2016.
A gennaio 2018 annuncia il fidanzamento e il 29 settembre 2018 sposa il produttore Brad Falchuk, regista (insieme a Ryan Murphy) della serie American Horror Story, conosciuto nel 2010 sul set della serie TV Glee.

## Filmografia

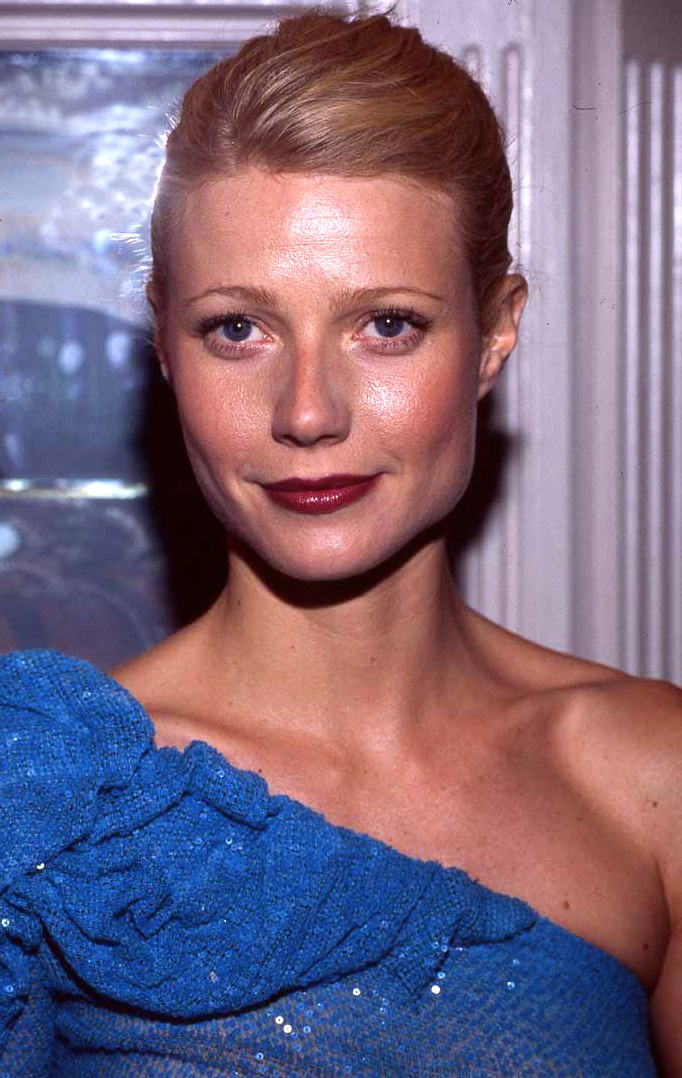
Gwyneth Paltrow al Toronto International Film Festival del 2000

### Attrice

#### Cinema
- Shout, regia di Jeffrey Hornaday (1991)
- Hook - Capitan Uncino (Hook), regia di Steven Spielberg (1991)
- Scuola d'onore, regia di Robert Mandel (1992) (cameo)
- Malice - Il sospetto (Malice), regia di Harold Becker (1993)
- Omicidi di provincia (Flesh and Bone), regia di Steve Kloves (1993)
- Mrs. Parker e il circolo vizioso (Mrs. Parker and the Vicious Circle), regia di Alan Rudolph (1994)
- L'università dell'odio (Higher Learning), regia di John Singleton (1995) - non accreditata
- Jefferson in Paris, regia di James Ivory (1995)
- Seven (Se7en), regia di David Fincher (1995)
- Moonlight & Valentino (Moonlight and Valentino), regia di David Anspaugh (1995)
- Sydney, regia di Paul Thomas Anderson (1996)
- Tre amici, un matrimonio e un funerale (The Pallbearer), regia di Matt Reeves (1996)
- Emma, regia di Douglas McGrath (1996)
- Sliding Doors, regia di Peter Howitt (1998)
- Paradiso perduto (Great Expectations), regia di Alfonso Cuarón (1998)
- Obsession (Hush), regia di Jonathan Darby (1998)
- Delitto perfetto (A Perfect Murder), regia di Andrew Davis (1998)
- Shakespeare in Love, regia di John Madden (1998)
- Il talento di Mr. Ripley (The Talented Mr. Ripley), regia di Anthony Minghella (1999)
- Duets, regia di Bruce Paltrow (2000)
- Bounce, regia di Don Roos (2000)
- Anniversary Party (The Anniversary Party), regia di Alan Cumming e Jennifer Jason Leigh (2001)
- I Tenenbaum (The Royal Tenenbaums), regia di Wes Anderson (2001)
- Amore a prima svista (Shallow Hal), regia di Peter e Bobby Farrelly (2001)
- Austin Powers in Goldmember, regia di Jay Roach (2002)
- Possession - Una storia romantica (Possession), regia di Neil LaBute (2002)
- Una hostess tra le nuvole (View from the Top), regia di Bruno Barreto (2003)
- Sylvia, regia di Christine Jeffs (2003)
- Sky Captain and the World of Tomorrow (Sky Captain and the World of Tomorrow), regia di Kerry Conran (2004)
- Proof - La prova (Proof), regia di John Madden (2005)
- Amore e altri disastri (Love and Other Disasters), regia di Alek Keshishian (2006) - cameo
- Infamous - Una pessima reputazione (Infamous), regia di Douglas McGrath (2006)
- Correndo con le forbici in mano (Running with scissors), regia di Ryan Murphy (2006)
- The Good Night, regia di Jake Paltrow (2007)
- Iron Man, regia di Jon Favreau (2008)
- Two Lovers, regia di James Gray (2008)
- Iron Man 2, regia di Jon Favreau (2010)
- Country Strong, regia di Shana Feste (2010)
- Glee: The 3D Concert Movie, regia di Kevin Tancharoen (2011) - non accreditata
- Contagion, regia di Steven Soderbergh (2011)
- The Avengers, regia di Joss Whedon (2012)
- Tentazioni (ir)resistibili (Thanks for Sharing), regia di Stuart Blumberg (2012)
- Iron Man 3, regia di Shane Black (2013)
- Mortdecai, regia di David Koepp (2015)
- Spider-Man: Homecoming, regia di Jon Watts (2017)
- Avengers: Infinity War, regia di Anthony e Joe Russo (2018)
- Avengers: Endgame, regia di Anthony e Joe Russo (2019)
- Anche io (She Said), regia di Maria Schrader (2022) - voce
- Marty Supreme, regia di Josh Safdie (2025)

#### Televisione
- Cruel Doubt, regia di Yves Simoneau – film TV (1992)
- Ordinaria follia (Deadly Relations), regia di Bill Condon – film TV (1993)
- Spain... on the Road Again – serie/programma TV (2008)
- Glee – serie TV, 5 episodi (2010-2014)
- The New Normal – serie TV, episodio 1x01 (2012)
- Planet of the Apps – programma TV (2017)
- The Politician – serie TV, 15 episodi (2019-2020)
- American Horror Stories – serie TV, episodio 3x02 (2023) – solo voce

### Regista
- Dealbreaker – cortometraggio (2005)

### Sceneggiatrice
- Dealbreaker – cortometraggio (2005)

## Teatro

### Attrice
- Le avventure di Huckleberry Finn, da Mark Twain, regia di Kevin Kelley. Buxton Theatre di Williamstown (1990)
- Picnic, di William Inge, regia di Kevin Dowling, con Tony Goldwyn. Williamstown Theatre Festival di Williamstown (1991)
- The Sweet By 'N' By, di Frank Higgins, regia di David A. Dorwart. Williamstown Theatre Festival di Williamstown (1991)
- Il gabbiano, di Anton Čechov, regia di Michael Greif, con Christopher Walken e Cherry Jones. Williamstown Theatre Festival di Williamstown (1994)
- Come vi piace, di William Shakespeare, regia di Barry Edelstein, con Lea DeLaria. Williamstown Theatre Festival di Williamstown (1999)
- Proof, di David Auburn, regia di John Madden. Donmar Warehouse di Londra (2002)

### Produttrice
- Heads Over Heels, libretto di James Magruder, colonna sonora di The Go-Go's, regia di Michael Mayer. Hudson Theatre di Broadway (2019)

## Discografia
| Titolo                                      | Anno | Classifiche | Classifiche | Classifiche | Classifiche | Album                 |
| Titolo                                      | Anno | US          | AUS         | NZ          | UK          | Album                 |
| ------------------------------------------- | ---- | ----------- | ----------- | ----------- | ----------- | --------------------- |
| Cruisin (con Huey Lewis)                    | 2000 | —           | 1           | 1           | —           | Duets                 |
| Bette Davis Eyes                            | 2000 | —           | 3           | —           | —           | Duets                 |
| It's Only Love (con Sheryl Crow)            | 2002 | —           | —           | —           | —           | C'mon, C'mon          |
| What Is This Thing Called Love?             | 2006 | —           | —           | —           | —           | Infamous              |
| Country Strong                              | 2010 | 81          | —           | —           | —           | Country Strong        |
| Me and Tennessee (con Tim McGraw)           | 2010 | —           | —           | —           | 63          | Country Strong        |
| Coming Home                                 | 2010 | —           | —           | —           | —           | Country Strong        |
| Shake That Thing                            | 2010 | —           | —           | —           | —           | Country Strong        |
| Forget You                                  | 2010 | 11          | 24          | —           | 31          | Glee: Season 2        |
| Nowadays/ Hot Honey Rag (con il cast)       | 2010 | —           | —           | —           | —           | Glee: Season 2        |
| Singin' in the Rain/ Umbrella (con il cast) | 2010 | 18          | 23          | —           | 22          | Glee: Season 2        |
| Over the Rainbow (con Matthew Morrison)     | 2011 | —           | —           | —           | —           | Matthew Morrison      |
| This Woman's Work                           | 2011 | —           | —           | —           | —           | Every Mother Counts   |
| Do You Wanna Touch Me? (con il cast)        | 2011 | 57          | —           | —           | 95          | Glee: Season 2        |
| Kiss (con Matthew Morrison)                 | 2011 | 83          | 98          | —           | —           | Glee: Season 2        |
| Turning Tables                              | 2011 | 66          | —           | —           | 75          | Glee: Season 2        |
| Waiting on June (con Holly Williams)        | 2013 | —           | —           | —           | —           | The Highway           |
| Happy (con il cast)                         | 2014 | —           | —           | —           | —           | Glee: Season 5        |
| Party All the Time (con il cast)            | 2014 | —           | —           | —           | —           | Glee: Season 5        |
| Everglow (con i Coldplay)                   | 2015 | —           | —           | —           | –           | A Head Full of Dreams |

## Riconoscimenti
- Premio Oscar

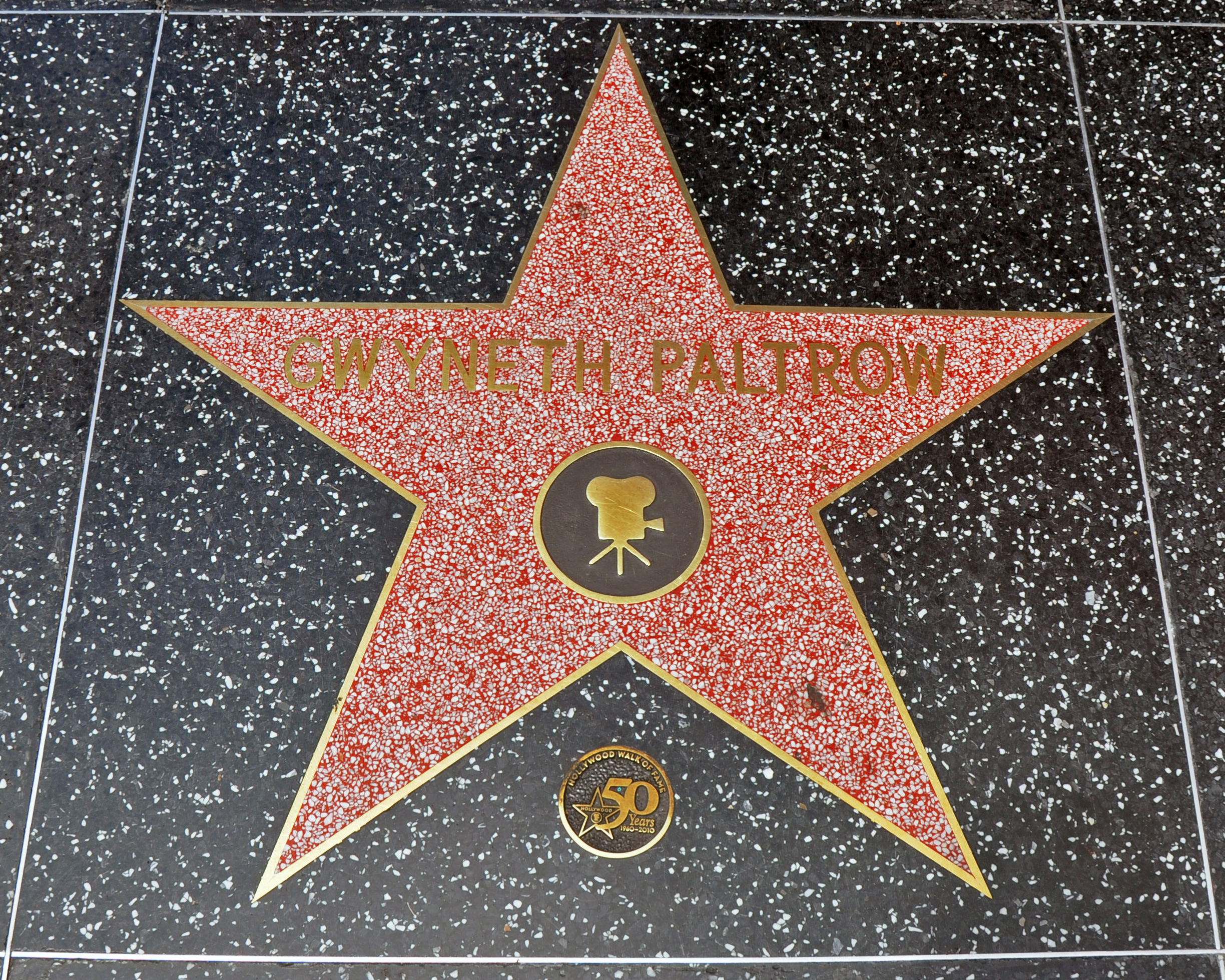
Stella sulla Hollywood Walk of Fame

  - 1999 – Miglior attrice per Shakespeare in Love

- Golden Globe
  - 1999 – Miglior attrice in un film commedia o musicale per Shakespeare in Love
  - 2006 – Candidatura alla miglior attrice in un film drammatico per Proof - La prova

- BAFTA
  - 1999 – Candidatura alla miglior attrice protagonista per Shakespeare in Love

- Empire Awards
  - 2000 – Miglior attrice per Shakespeare in Love

- Hollywood Walk of Fame
  - 2010 – Stella

- Independent Spirit Awards
  - 2010 – Candidatura alla Migliore attrice protagonista per Two Lovers

- MTV Movie Awards
  - 1999 – Candidatura alla Miglior performance femminile per Shakespeare in Love
  - 1999 – Miglior bacio (condiviso con Joseph Fiennes) per Shakespeare in Love
  - 2001 – Candidatura al Miglior bacio (condiviso con Ben Affleck) per Bounce
  - 2005 – Candidatura al Miglior bacio (condiviso con Jude Law) per Sky Captain and the World of Tomorrow

- Premio Emmy
  - 2011 – Miglior attrice ospite in una serie televisiva commedia per Glee

- Razzie Awards
  - 2015 – Candidatura alla Peggior attrice protagonista per Mortdecai

- Satellite Award
  - 1997 – Miglior attrice in un film commedia o musicale per Emma
  - 1999 – Candidatura alla Miglior attrice in un film commedia o musicale per Shakespeare in Love
  - 2002 – Candidatura alla Miglior attrice non protagonista in un film commedia o musicale per I Tenenbaum
  - 2010 – Candidatura alla Miglior canzone originale per Country Strong

- Screen Actors Guild Award
  - 1999 – Miglior cast cinematografico per Shakespeare in Love
  - 1999 – Migliore attrice cinematografica per Shakespeare in Love

### Altri riconoscimenti
- 1996: Candidatura Saturn Award per la miglior attrice non protagonista per Seven
- 1999: Florida Film Critics Circle Award for Best Actress per Sliding Doors e Shakespeare in Love
- 1999: San Diego Film Critics Society Award for Best Actress per Sliding Doors e Shakespeare in Love
- 1999: Russian Guild of Film Critics Award for Best Actress per Sliding Doors
- 1999: Kansas City Film Critics Circle Award per la migliore attrice per Shakespeare in Love
- 1999: Las Vegas Film Critics Society Award per la migliore attrice per Shakespeare in Love
- 1999: Blockbuster Entertainment Awards per la miglior attrice in un film di suspense per Delitto perfetto
- 1999: Candidatura Chicago Film Critics Association Award per la migliore attrice per Shakespeare in Love
- 2001: Blockbuster Award for Favorite Actress per Bounce
- 2009: Candidatura Saturn Award per la miglior attrice per Iron Man
- 2011: Candidatura Las Vegas Film Critics Society Award per la miglior canzone per Country Strong
- 2011: Candidatura World Soundtrack Award for Best Original Song Written Directly for a Film per Country Strong

## Doppiatrici italiane
Nelle versioni in italiano delle opere in cui ha recitato, Gwyneth Paltrow è stata doppiata da:
- Francesca Fiorentini in Sliding Doors, Shakespeare in Love, Duets, Bounce, Anniversary Party, Austin Powers in Goldmember, Possession - Una storia romantica, Sylvia, Sky Captain and the World of Tomorrow, Correndo con le forbici in mano, Iron Man, Two Lovers, Glee, Iron Man 2, Country Strong, Glee: The 3D Concert Movie, Contagion, The Avengers, Iron Man 3, Mortdecai, Spider-Man: Homecoming, Avengers: Infinity War, Avengers: Endgame
- Claudia Catani in Omicidi di provincia, Delitto perfetto, Il talento di Mr. Ripley, I Tenenbaum, Spain... on the Road Again
- Cristina Boraschi in Seven, Emma, Obsession
- Monica Ward in Paradiso perduto, The Good Night, The Politician
- Chiara Colizzi in Amore a prima svista, Una hostess tra le nuvole, Proof - La prova
- Eleonora De Angelis in Hook - Capitan Uncino
- Antonella Baldini in Malice - Il sospetto
- Laura Boccanera in Jefferson in Paris
- Georgia Lepore in Moonlight & Valentino
- Roberta Paladini in Sydney
- Mavi Felli in Tre amici, un matrimonio e un funerale
- Daniela Calò in Tentazioni (ir)resistibili

Da doppiatrice è sostituita da:
- Francesca Fiorentini in Anche io
- Alessandra Chiari in American Horror Stories